# Tibério Coruncânio
Tibério Coruncânio (m. 241 a.C.; em latim: Tiberius Coruncanius) foi um político da gente Coruncânia da República Romana, eleito cônsul em 280 a.C. com Públio Valério Levino. É conhecido pela sua participação na Guerra Pírrica (de onde veio a conhecida expressão "vitória de Pirro") e por ter sido o primeiro pontífice máximo (pontifex maximus) de origem plebeia da República. É possível que também que tenha sido o primeiro professor de Direito romano.
Acredita-se que Tibério Coruncânio procedia de uma familia plebeia de Túsculo.

## Carreira

### Consulado (280 a.C.)
Foi eleito cônsul em 280 a.C. junto com Públio Valério Levino e dirigiu uma expedição militar à Etrúria contra as cidades etruscas. Quando Pirro de Epiro invadiu a península itálica e derrotou as legiões romanas de Levino na Batalha de Heracleia, as legiões de Tibério foram chamadas de volta a Roma para preparar a defesa do território romano.

### Período intermediário
É possível que tenha sido censor em 270 a.C. com Caio Cláudio Canina.

### Pontífice máximo (254 a.C.)
Em 254 a.C. (ou 253 a.C.) foi eleito pontífice máximo, o ápice da carreira sacerdotal da República Romana e líder do Colégio de Pontífices. Foi a primeira vez que um plebeu ocupou este cargo. Durante seu período no cargo, continuou a tradição de seus predecessores e foi tornando cada vez menos secretas as informações pontifícias: assim como no caso da Lei Ogúlnia, que revelou os calendários, a revelação da metodologia processual e interpretativa da Lei das XII Tábuas, secreta até então, permitiu que juristas laicos pudessem, pouco a pouco, passassem a interpretar o direito romano.
Além disso, estabeleceu que as reuniões do Colégio fossem abertas ao público e, logo depois, sancionou o "Édito de Tibério Coruncânio", através do qual se estabeleceu que o ônus das cerimônias das "famílias sagradas" deveria recair sobre os que haviam adquirido o status de pater familias.

### Ditador (246 a.C.) e morte
Em 246 a. C., foi nomeado ditador comitiorum habendorum causa (com poderes limitados), pois, como os cônsules estavam na Sicília, era necessário alguém com poderes de imperium para convocar a Assembleia das centúrias para a eleição dos novos cônsules. Seu mestre da cavalaria foi Marco Fúlvio Flaco. Segundo Lívio, morreu em 241 a.C. e foi substituído como pontífice máximo por outro plebeu, Lúcio Cecílio Metelo.

## Impacto histórico
Tibério Coruncânio foi o primeiro romano a exercer publicamente o direito ("publice professus est") e conta-se que era eloquente e detinha grandes conhecimentos. Porém, como Sócrates, não deixou escritos.
A instrução pública em Direito teve o efeito de criar uma nova classe, sem cargo sacerdotal, mais instruídas no Direito romano (jurisconsultos). Após a sua morte, a instrução destes estudantes de Direito foi-se tornando mais formal, com a introdução dos livros de Direito.
É possível que, como primeiro pontífice máximo plebeu, Coruncânio tenha permitido que membros da plebe e estudantes de Direito estivessem presentes durante as sessões, e que se encarregasse de atender os trabalhos consultivos solicitados pelos cidadãos. Estas consultas provavelmente ocorriam no exterior do Colégio de Pontífices, de modo que fossem acessíveis para qualquer interessado. Portanto, ter-se-ia tornado no primeiro professor conhecido de Direito romano.